# Sharpes
Sharpes é uma Região censo-designada localizada no estado americano de Flórida, no Condado de Brevard.

## Demografia
Segundo o censo americano de 2000, a sua população era de 3415 habitantes.

## Geografia
De acordo com o United States Census Bureau tem uma área de
16,3 km², dos quais 7,7 km² cobertos por terra e 8,6 km² cobertos por água. Sharpes localiza-se a aproximadamente 5 m acima do nível do mar.

## Localidades na vizinhança
O diagrama seguinte representa as localidades num raio de 20 km ao redor de Sharpes.